# Wallonie Région d'Europe
 (juillet 2017).
Si vous disposez d'ouvrages ou d'articles de référence ou si vous connaissez des sites web de qualité traitant du thème abordé ici, merci de compléter l'article en donnant les références utiles à sa vérifiabilité et en les liant à la section « Notes et références ».
Wallonie Région d'Europe est un mouvement wallon créé par José Happart le 25 septembre 1986 sous le patronage de personnalités de sensibilités idéologiques diverses comme Léopold Genicot, Fernand Massart, Yves de Wasseige, François Perin, Germain Capelleman, Jacques Yerna, Robert Moreau, Roger Mounège ou Jean Van Crombrugge. 
Le mouvement tint un Congrès important le 16 avril 1988 à l'Hôtel de Ville de Charleroi en présence de 1500 membres ou sympathisants. Une motion y fut votée réclamant une maîtrise complète sur l'ensemble des décisions qui constituent une politique économique cohérente, répondant à la nécessité d'une reconversion économique et industrielle. Ce Congrès précéda de peu ce que les militants wallons perçurent comme un lâchage des Fourons (les six villages réunis en 1963 au Limbourg qui avaient fusionné en une seule commune dont José Happart fut le bourgmestre), par le président du Parti socialiste Guy Spitaels au moment où celui-ci conclut l'accord en vue de former le dernier gouvernement de Wilfried Martens en avril-mai 1988. La manifestation traditionnelle du 1er mai à Liège, en particulier fut particulièrement troublée par des milliers de contre-manifestants, harangués par des orateurs parlant de 1er mai fasciste (Philippe Moureaux), ce à quoi Jean-Maurice Dehousse, répliqua qu'il s'agissait en réalité d'un 1er mai polonais. 
En fait, l'accord gouvernemental d'avril-mai 1988 privait définitivement José Happart de la possibilité de devenir bourgmestre de Fourons, fonction à partir de laquelle, par son attitude ferme face aux manifestants venus de Flandre, il avait acquis une réelle popularité au point d'être élu comme député européen en 1984, 1989 et 1994 avec des records jamais atteints alors  en Wallonie en voix de préférence (respectivement, 234.996, 308.117 et  265.376).
Le mouvement tint d'importants Congrès notamment en mars 1989 à Liège où José Happart  s'opposa vivement à François Perin (présent à la tribune et refusant la réélection de José Happart comme président du mouvement) sur la question du Réunionisme ou également en avril 1990 à Ottignies où fut votée une motion demandant la suppression de la Communauté française de Belgique.
La doctrine du mouvement qui entra progressivement en léthargie au milieu des années 1990, quand elle était formulée par son président et fondateur José Happart, était celle d'une doctrine régionaliste radicale préconisant la disparition complète des Nations dans une Europe qui ne devrait plus être qu'une fédération de régions.  En fait Wallonie Région d'Europe, mouvement fortement marqué par la personnalité de son président, avait obtenu en partie satisfaction notamment avec l'accroissement du pouvoir dévolu aux Régions à la suite du congrès d'Ans des socialistes wallons le 9 février 1991, dont les résolutions vont entraîner les réformes de l'État votées par le Parlement en 1993 avec l'accroissement du pouvoir des Régions, amplifié encore en 1999 et 2000. Mais aussi le transfert de certaines compétences de la Communauté française de Belgique à la Région wallonne. Il faut dire que, au lendemain du Congrès socialiste d'Ans en 1991, certaines personnalités libérales comme Daniel Ducarme, bourgmestre de Thuin et ancien ministre du Gouvernement wallon, avait tenu des propos favorables tant à Wallonie Région d'Europe qu'aux socialistes encore dirigés à l'époque par Guy Spitaels.